# Акчакуль (деревня)
Акчакуль — деревня, входящая в состав Усть-Багарякского се́льского поселе́ния Кунашакского района Челябинской области.
В 1929 появился колхоз «Магнето»..

## География
Расположена в северо-восточной части района, на берегу озера Малый Акчакуль (отсюда название). Расстояние до Кунашака — 75 км.

## Население
| 2002 | 2010 |
| ---- | ---- |
| 66   | ↘62  |

(в 1958 — 291 чел., в 1970 — 190 чел., в 1983 — 109 чел., в 1995 — 92 чел.)

## Улицы
- Садовая улица
- Центральная улица